# Marcel Hoden
Marcel Hoden, né le 13 novembre 1888 à Lille et mort le 29 novembre 1963 à Paris, est un diplomate, journaliste, directeur de presse et écrivain français. Durant la Seconde Guerre mondiale il est notamment, sous le pseudonyme de "Jacquelin", chroniqueur sur les ondes de Radio Londres. Aux côtés de Georges et Charles Gombault, ainsi que de Louis Lévy, il participe à la création à Londres, en 1940, du journal France qui, tiré à 35 000 exemplaires, a été le seul quotidien de langue française à paraître de 1940 à 1944,.
Il est l'auteur d'une chronique des événements internationaux retraçant les hauts faits de la guerre, et publiée en cinq tomes aux éditions Calmann-Lévy.

## Biographie

### Carrière à la Société des Nations
Marcel Hoden a été membre du secrétariat de la Société des Nations (SDN), où il a notamment occupé le poste de chef de cabinet du secrétaire général, avant d'être démis de ses fonctions, après plus de vingt ans de carrière, par Joseph Avenol, secrétaire général de la Société des Nations du 3 juillet 1933 au 31 août 1940, pour cause de divergences nuisant à l'image de la SDN.
Cette décision prise par Joseph Avenol, dès son entrée en fonction, s'inscrit dans une démarche de "purge" du secrétariat. Parmi les éléments évoqués comme motifs de cette décision, figurent notamment les actions entreprises par Marcel Hoden, de concert avec Louis Barthou, pour faire entrer l'Union soviétique à la Société des Nations. Ce soutien en faveur de l'URSS, lui valut notamment  des attaques virulentes, notamment de nature antisémite. Alors qu'à la tête de l'institution internationale la tendance munichoise se répand, et notamment du côté de son secrétaire général, nombre de fonctionnaires antifascistes, au rang desquels figurent Marcel Hoden, quittent alors la SDN.